# Casimir Wrede
Fabian Casimir Wrede af Elimä, född 30 juli 1818 i Kristianstad, död 19 maj 1892 på Maglö, var en svensk jurist och riksdagsman.
Casimir Wrede var son till generalmajor greve Fabian Ernst Wrede. Han blev student vid Uppsala universitet 1830 och avlade 1841 examen till rättegångsverken. Wrede blev 1841 extraordinarie kanslist i justitierevisionsexpeditionen, 1843 auskultant i hovrätten över Skåne och Blekinge, vice häradshövding 1846 samt 1846 extra och 1848 ordinarie fiskal vid hovrätten över Skåne och Blekinge. Han blev 1849 kanslist, 1852 assessor och 1866 hovrättsråd.
Casimir Wrede var ledamot av första kammaren i Sveriges riksdag 1869-1878, invald i Kristianstads läns valkrets.